# College van Rijksadviseurs
Het College van Rijksadviseurs is de naam van een groep adviseurs van de Nederlandse regering. De Rijksbouwmeester is de primus inter pares van het college. Het Atelier Rijksbouwmeester, een onderdeel van de Rijksgebouwendienst, biedt het college gastvrijheid. De Rijksadviseurs en de aan hen toegevoegde ondersteuning hebben daar hun thuisbasis. Het College van Rijksadviseurs adviseert het Rijk over ruimtelijke kwaliteit. Over de urgente thema's als transformatie, mobiliteit en de stad, tot de impact van de energietransitie.
Oorspronkelijk waren er naast de Rijksbouwmeester een Rijksadviseur voor het Landschap, een Rijksadviseur voor de Infrastructuur en een Rijksadviseur voor het Cultureel Erfgoed. Deze Rijksadviseurs adviseerden gevraagd en ongevraagd hun "eigen" bestuurder (voor de Rijksbouwmeester zowel de minister van Binnenlandse Zaken als van Infrastructuur en Milieu, en de directeur-generaal van de Rijksgebouwendienst; voor de anderen respectievelijk de ministers van Economische Zaken, Landbouw en Innovatie, van Infrastructuur en Milieu en van Onderwijs, Cultuur en Wetenschap). Ook kon en kan een Rijksadviseur of het College andere bewindslieden, een groep van bewindslieden of het kabinet adviseren.
Sinds 2016 bestaat het College uit de Rijksbouwmeester en twee Rijksadviseurs voor de Fysieke Leefomgeving, een stedenbouwkundige en een landschapsarchitect.

## Samenstelling college

### 2004 - 2008
Het idee om tot een College van Rijksadviseurs te komen is afkomstig van Rijksbouwmeester Jo Coenen. Geconfronteerd met steeds meer vragen die de ruimtelijke kwaliteit van Nederland betroffen kwam hij tot de conclusie dat die taak voor hem en zijn ambtelijke adviseurs te breed was. Op advies van Coenen besloot de regering daarom zich bij het vertrek van Coenen niet te beperken tot de benoeming van een nieuwe Rijksbouwmeester (Mels Crouwel). Naast hem werden respectievelijk Dirk Sijmons (landschap), Jan Brouwer (1935) (infrastructuur), en Fons Asselbergs (Cultureel Erfgoed) benoemd.

### 2008 - 2012
Vanaf 2008 werden het college gevormd door Liesbeth van der Pol (Rijksbouwmeester), Yttje Feddes (Landschap), Ton Venhoeven (Infrastructuur) en Wim Eggenkamp (Cultureel Erfgoed). Dit College van Rijksadviseurs begon op 15 augustus 2008 met zijn taak. Met ingang van augustus 2011 nam Frits van Dongen de taak van Van der Poll over.

### 2012 - 2016
In juli 2012 maakte minister Melanie Schultz van Haegen de namen bekend van het nieuwe college van Rijksadviseurs. Eric Luiten werd benoemd tot Rijksadviseur Landschap en Water, Rients Dijkstra tot Rijksadviseur Infrastructuur en Stad. Opmerkelijk is, dat er geen nieuwe Rijksadviseur voor het Cultureel Erfgoed werd benoemd. Nadat Rijksbouwmeester Van Dongen zich eind 2014 als Rijksbouwmeester terugtrok, is er voor de periode tot de benoeming van een nieuwe Rijksbouwmeester een Rijksadviseur Architectuur (Koen van Velsen) benoemd.

### 2016 - 2020
Op 31 augustus 2016 vond in Delft de overdracht plaats van het oude naar het nieuwe College van Rijksadviseurs. Landschapsarchitect Berno Strootman en architect-stedenbouwkundige Daan Zandbelt zijn beiden Rijksadviseur voor de Fysieke Leefomgeving. Rijksbouwmeester Floris Alkemade werd de voorzitter van het College.
Dit college pleitte voor meer regie en meer betrokkenheid van het Rijk bij de ruimtelijke planning van het land, met integrale aanpak van alle overheden samen.

### 2020 - 2025
Op 1 december 2020 werden Strootman en Zandbelt opgevolgd door landschapsarchitect Jannemarie de Jonge en stedenbouwkundige en architect Wouter Veldhuis. Voorzitter Alkemade bleef tot 1 september 2021 aan, om de continuïteit van een aantal projecten en studies te waarborgen. Architect Francesco Veenstra, die al wel in het najaar van 2020 werd voorgedragen, volgde hem toen op.

### 2025 - heden
Op 1 april 2025 werden De Jonge en Veldhuis opgevolgd door landschapsarchitect Noël van Dooren en architect Thijs van Spaandonk. Rijksbouwmeester Veenstra bleef aan.

## Eerder college
Het College van Rijksadviseurs moet niet worden verward met het College van Rijksadviseurs voor de Monumenten van Geschiedenis en Kunst, dat bestond tussen 1874 en 1879.